# Guy II de Spolète

Guy II de Spolète (mort en 882 ou 883) est le fils aîné de Lambert Ier de Spolète.
Il fut duc de Spolète et margrave de Camerino, de 880 à sa mort.
À la mort de son père en 880, il hérite de ses titres et se lança dans un plan ambitieux d'expansion territoriale tant au sud qu'à l'ouest, entrant en conflit avec la Papauté. Le pape Jean VIII lui ayant demandé une entrevue, par lettre le 18 juillet l'année de son accession, Guy II l'ignora en envahissant les États de l'Église. 
Le souverain pontife demanda l'aide de Charles le Gros, déjà roi d'Italie et le fit couronner Empereur le 12 février 881. Charles a peu fait pour aider le Pape. Une lettre papale datée au 11 novembre et adressé à Charles désigna Guy comme « Rabbia », une épithète signifiant « colère ». Ce surnom sera dorénavant attaché à Guy II.
En février 882, lors d'une entrevue à Ravenne convoquée par Charles, le duc de Spolète, l'empereur et le pape firent la paix. Guy et son oncle, Guy de Camerino jurèrent de rétrocéder les pays conquis. Cependant dans une lettre datée du mois de mars et envoyée à Charles le Gros, le Pape prétendit que les engagements ne furent pas tenus.
Cependant, Guy II de Spolète ne réussira jamais à concrétiser ses rêves d'expansion : il mourut jeune, probablement vers la fin de l'année 882 ou début 883. Ses enfants étant des mineurs, c'est son oncle le futur Empereur Guy III qui lui succédera aussitôt sur le Duché de Spolète. 

## Postérité
Il ne lui est pas officiellement reconnu de descendance, en particulier par le site Foundation for Medieval Genealogy.
Guy II serait le père putatif de :
- un fils Guy IV qui plus tard gouvernera le Duché de Spolète et la Principauté de Bénévent[1] ;
- une fille Itta qui épousera Guaimar Ier de Salerne.